# Hugo Slevogt
Hugo Slevogt (* 28. Oktober 1857 in Karlsruhe; † 16. Dezember 1926 ebenda; vollständiger Name Hugo Karl Heinrich Slevogt) war ein deutscher Architekt des Historismus, der in Karlsruhe wirkte.

## Leben
Hugo Slevogt stammt aus einer bekannten Künstlerfamilie, sein Vater war der Hoftheatermaler Adolf Slevogt. Slevogt studierte Architektur an der Technischen Hochschule Karlsruhe. Nach zweijähriger Tätigkeit beim erzbischöflichen Bauamt Karlsruhe unter Adolf Williard ging er nach Paris, wo er sein Studium an der École des beaux-arts fortsetzte. Daneben war er auch praktisch tätig, so ist seine Mitarbeit am Kaufhaus Le Bon Marché und am Gambetta-Denkmal bei Boileau belegbar. Nach vierjährigem Aufenthalt in Paris folgte eine kurze Anstellung bei Franz von Hoven in Frankfurt am Main; danach ließ er sich als selbständiger Privatarchitekt in Karlsruhe nieder.
Hugo Slevogt war seit 1902 mit Sofie Volk (1878–1938) verheiratet. Er starb 1926 in Karlsruhe.

## Bauten und Entwürfe
Fast alle seine Gebäude, die die Weltkriege überstanden haben, stehen heute unter Denkmalschutz.
Bauten in Karlsruhe
- 1885: Hinterhaus Südendstraße 7
- 1888: Mehrfamilienwohnhaus Hirschstraße 92 (mit Theodor Kempermann)
- 1888: Mehrfamilienwohnhaus Kaiserallee 51a; Mietwohnhaus (mit Theodor Kempermann), für K. F. Schmeiser, Kohlenhändler
- 1891: Mehrfamilienwohnhaus Uhlandstraße 26 mit Gaststätte „Württemberger Hof“ für den Gastwirt Friedrich Schäfer (mit Theodor Kempermann)
- 1892: Haus Scheffelstraße 64 (mit Theodor Kempermann)
- 1896: Doppelwohnhaus Gartenstraße 54–56
- 1897: Haus Winterstraße 23
- 1897–1898: Mehrfamilienwohnhaus Bahnhofstraße 14
- 1897: Haus Kaiserstraße 14a
- 1897: Haus Karlstraße 87
- 1897: Mehrfamilienwohnhaus mit Ladenlokal Karlstraße 89 (mit Theodor Kempermann)
- 1897: Mehrfamilienwohnhaus für den Blechnermeister August Goldschmidt Körnerstraße 37 mit Hinterhaus (mit Theodor Kempermann)
- 1898: Villa für Emma von Lindenau, Hirschstraße 103 (1919 umgebaut zum Säuglingskrankenheim; seit 1990 Katholische Hochschulgemeinde mit Studentenwohnheim)
- 1901: Haus Grünwinkler Straße 10
- 1901: Haus Hirschstraße 97
- 1903: Mehrfamilienwohnhaus Hirschstraße 113
- 1903: St.-Josephs-Haus der Gengenbacher Franziskanerinnen, Winterstraße 29 (kein Kulturdenkmal)
- 1904: Wohnhaus Karlstraße 91 mit Hinterhaus
In diesem Haus lebte Slevogt selbst und hatte im Hinterhaus sein Büro. Nach seinem Tod lebte sein Sohn hier weiterhin, dieser war Korrepetitor am Karlsruher Staatstheater. Nach seiner Ehescheidung bekam die Tochter das Haus übertragen, die aufgrund der hart verlaufenen Scheidung ihrer Eltern schlechte Erinnerungen an das Haus hatte und es an die heutigen Eigentümer veräußerte.
- 1905: Bulacher Rathaus, Grünwinkler Straße 10 (heute Grundschule Bulach)
- 1905: Häuser Marie-Alexandra-Straße 33–35

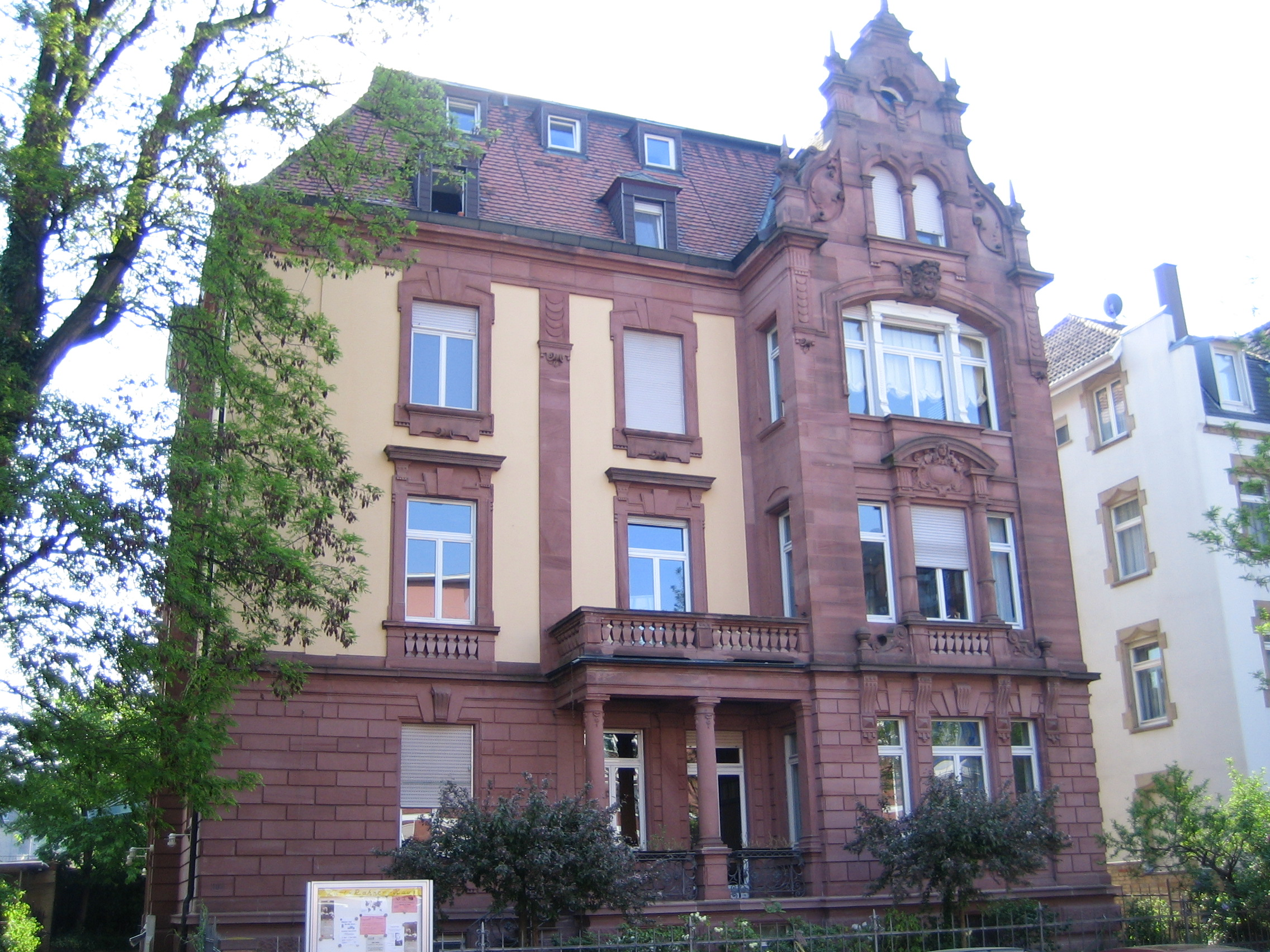
Hirschstraße 103
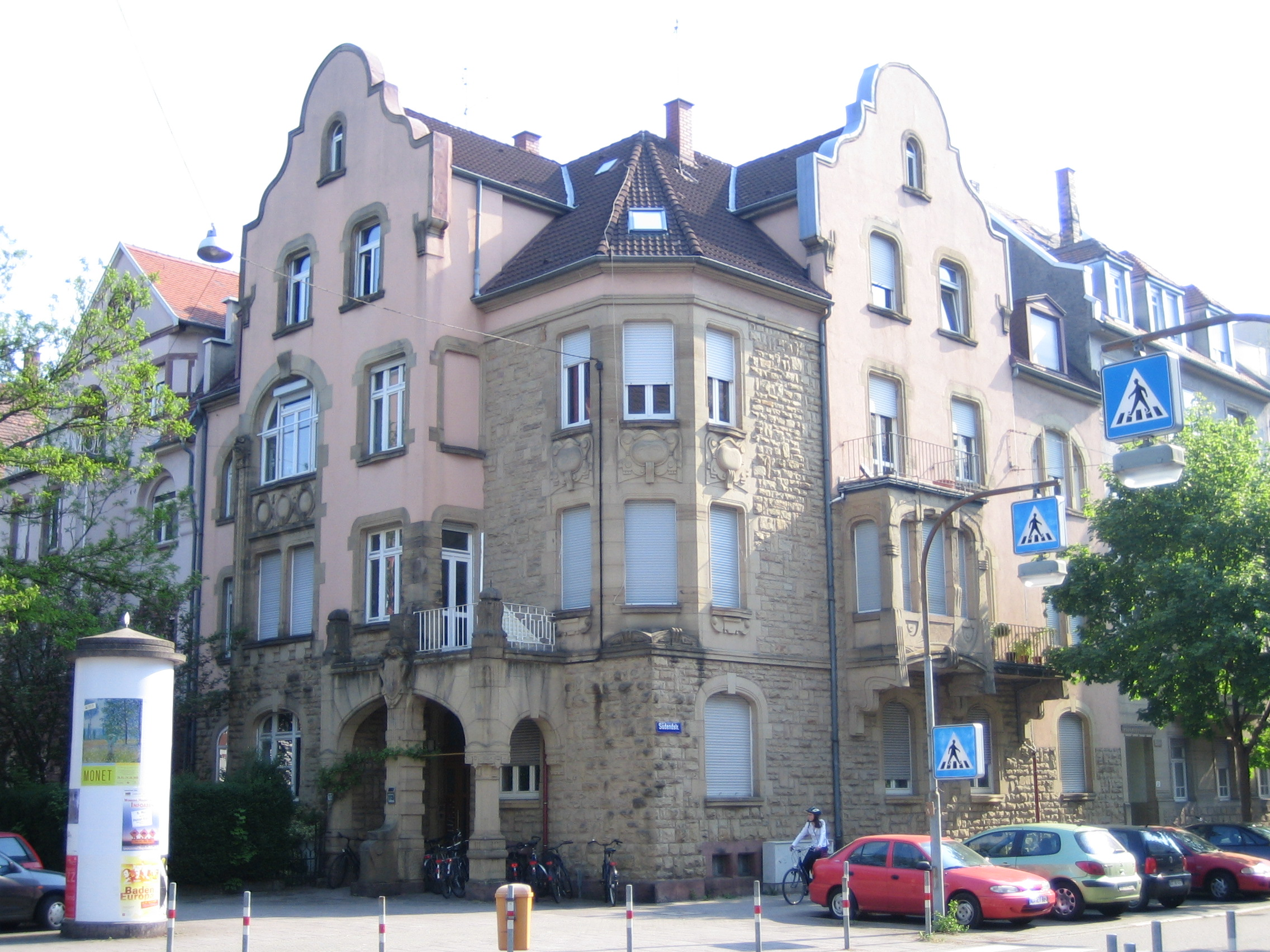
Hirschstraße 113
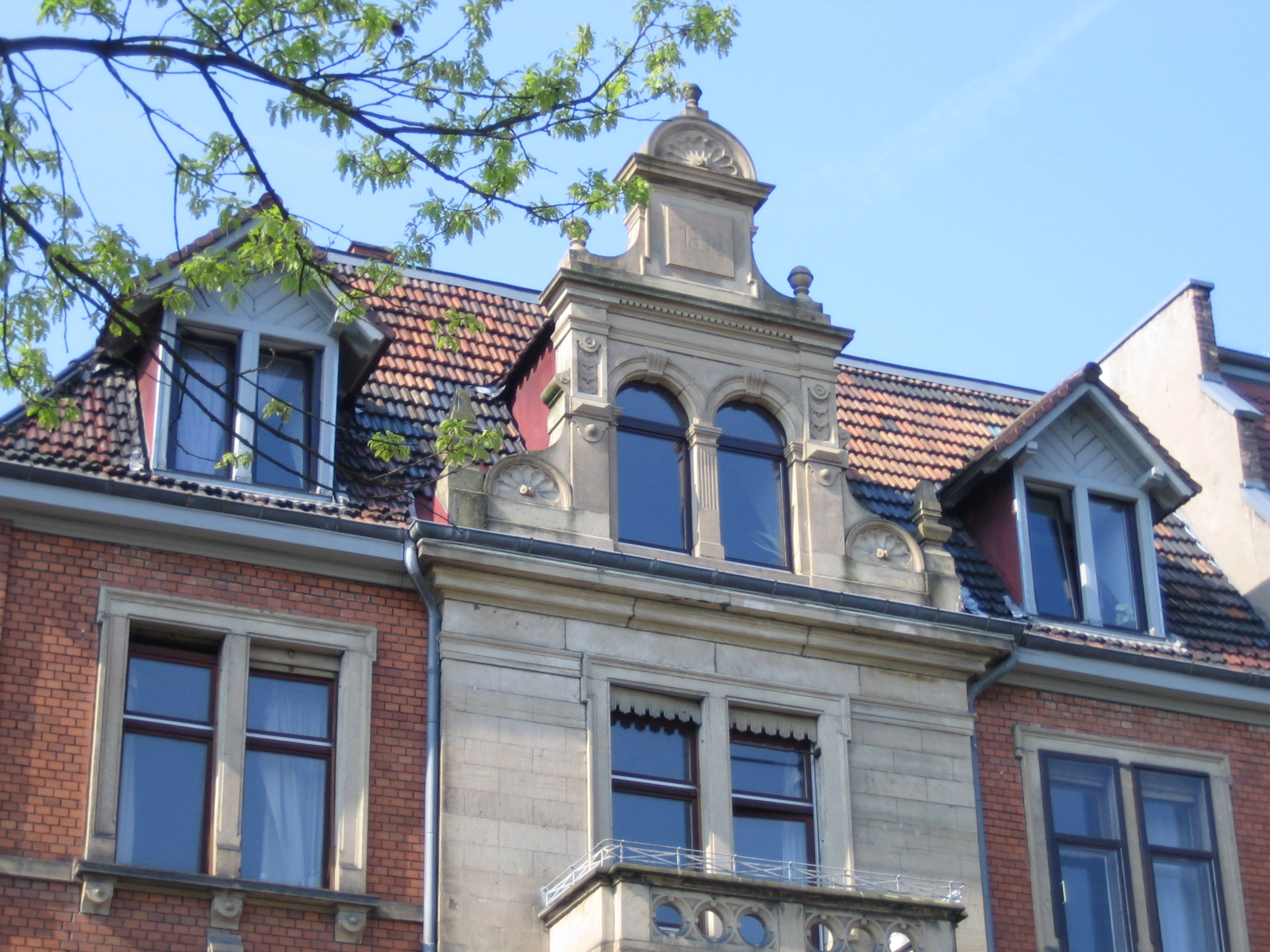
Bahnhofsstraße 14
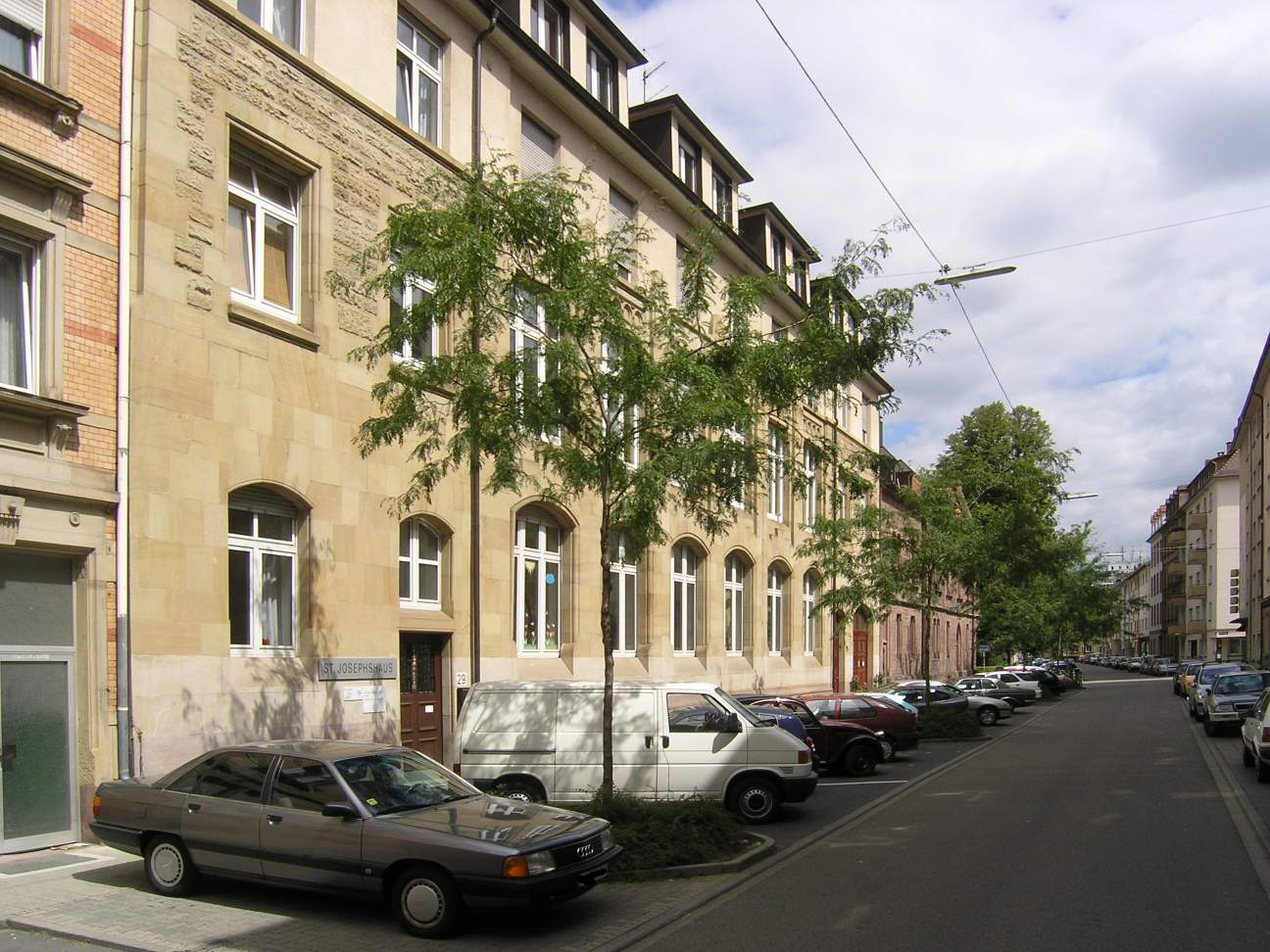
Winterstraße 29